# 中川慧 (金融経営学者)
中川 慧（なかがわ けい）は、日本の金融工学者・経営学者。大阪公立大学大学院経営学研究科教授。資産運用会社でのクオンツ運用とAI研究を経て、機械学習を応用した投資戦略や金融情報学を専門とする。

## 概要
クオンツ運用業務に約13年間従事した後、2025年より大学教員として研究・教育に携わる実務家研究者である。人工知能学会金融情報学研究会（SIG-FIN）の主幹事を務め、テキストマイニングや深層学習を活用した資産運用モデルを発表している。

## 学歴
- 2012年 – 京都大学経済学部卒業（経済学士）[3]
- 2015年 – 筑波大学大学院ビジネス科学研究科修了（MBA）[3]
- 2020年 – 同博士後期課程修了、博士（経営学）取得。博士論文は「価格変動パターンを用いた株価予測手法の実証研究」[3]。指導教員は山田 雄二[5]

## 職歴
| 期間        | 企業・機関                                      | 役職                               |
| ----------- | ----------------------------------------------- | ---------------------------------- |
| 2012 – 2014 | ニッセイアセットマネジメント                    | 運用リスク管理室アナリスト         |
| 2014 – 2018 | 三井住友DSアセットマネジメント                  | 株式クオンツ運用ファンドマネジャー |
| 2018 – 2025 | 野村アセットマネジメント 資産運用先端技術研究部 | クオンツアナリスト                 |
| 2024 – 2025 | 大阪公立大学                                    | 客員准教授                         |
| 2025 – 現在 | 大阪公立大学大学院経営学研究科                  | 教授                               |
| 2025 – 現在 | 株式会社H&Y                                     | 技術顧問                           |
| 2025 – 現在 | 株式会社MONO Investment                         | 技術顧問。                         |

## 研究
- 機械学習ポートフォリオ最適化 — 残差ファクター分布を深層学習で予測する Deep Portfolio Optimization を提案し、AAAI 2021 で発表[8]。
- テキストマイニングとLLM応用 — 運用報告書を対象にしたセンチメント解析と自動要約により SIG-FIN 優秀論文賞を受賞[4]。
- インフレ連動資産配分 — 日本市場データで実証した「インフレ追随ポートフォリオ」を Finance Research Letters で発表[9]。
- 解釈可能な株価予測 — Metaheuristic アルゴリズム〈Trader-Company Method〉を AAMAS 2021 で報告[10]。

## 受賞
- 2016年 – テクニカルアナリストジャーナル懸賞論文優秀賞[6]
- 2018年 – 日本FP学会優秀論文賞[11]
- 2023年 – 人工知能学会 SIG-FIN 優秀論文賞[4]

## 主な論文
- Nakagawa K. ほか “Deep Portfolio Optimization via Distributional Prediction of Residual Factors.” Proceedings of AAAI 35 (2021): 213-222.[8]
- Nakagawa K., Suimon Y. “Inflation Rate Tracking Portfolio Optimization Method: Evidence from Japan.” Finance Research Letters 49 (2022): 103130.[9]
- Ito K. ほか “Trader-Company Method: A Metaheuristic for Interpretable Stock Price Prediction.” Proceedings of AAMAS 2021.[10]

## 所属学会
日本金融・証券計量・工学学会、日本ファイナンス学会、人工知能学会、情報処理学会 など。